# Tautumeitas
Tautumeitas är en lettisk folkmusikgrupp som grundades 2015. Gruppen, som består av sex kvinnliga sångare och musiker, representerade Lettland i Eurovision Song Contest 2025 med sången "Bur man laimi" (ung. Gör mig lycklig) som slutade på 13:e plats i finalen.

## Medlemmar
- Asnate Rancāne (sång, violin)
- Aurēlija Rancāne (sång, slagverk)
- Laura Līcīte (sång, violin)
- Gabriēla Zvaigznīte (sång)
- Annemarija Moiseja (sång, melodika, slagverk)
- Kate Slišāne (sång, mandolin, klarinett)

## Diskografi
- 2017: Lai māsiņa rotājās! (tillsammans med Auļi)
- 2018: Tautumeitas
- 2019: Dziesmas no Aulejas
- 2022: Skrejceļš